# Scinax chiquitanus
Scinax chiquitanus és una espècie de granota de la família dels hílids. Es troba al sud del Perú (Cusco Amazónico i Tambopata) i al nord-est de Bolívia (departments de Beni, Pando i Santa Cruz) fins als 450 metres d'altitud. És una espècie comuna i les seves poblacions es mantenen estables.
És una espècie arborícola i nocturna que viu a la selva amazònica i en boscos humits en transició amb terres baixes; no tolera degradacions de l'hàbitat. Es reprodueix en basses temporals. S'ha reportat que els mascles canten des de la vegatació aquatica des dels arbusts que emergeixen de basses temporals, en boscos primaris.